# Pinkpop 1992
Pinkpop 1992 vond plaats op tweede pinksterdag 8 juni 1992. Het was de 23e editie van het Nederlands muziekfestival Pinkpop en de vijfde in Landgraaf. Er waren 55.300 bezoekers, waarmee dit het tot dan toe grootste Pinkpopfestival was. Dit zou de jaren erna alleen nog maar toenemen met als record Pinkpop 1994. De avond ervoor waren er al zo'n 30.000 mensen aanwezig, waardoor het nog maar een kleine stap zou zijn voordat Pinkpop een echt meerdaags festival zou worden.
Pinkpop '92' zou vooral de geschiedenis ingaan vanwege het optreden van de Amerikaanse rockband Pearl Jam, inclusief de stagedive van zanger Eddie Vedder. Het was ook de doorbraak van de Limburgse groep Rowwen Hèze, die dankzij de rechtstreekse televisie-uitzending van de NOS op Nederland 3 en het radioverslag op destijds Radio 3 (beide voor de eerste keer) een begrip werd. Henk Koorn van Hallo Venray deed tijdens het nummer Hot Pants de beroemde pogostick-act.
Het optreden van Pearl Jam (waarbij zanger Eddie Vedder vanaf een camerakraan in het publiek dook) is door luisteraars van NPO 3FM verkozen tot het hoogtepunt in de geschiedenis van Pinkpop.

## Optredens
- Hallo Venray
- Buffalo Tom
- PJ Harvey
- Rowwen Hèze
- The Family Stand
- Soundgarden
- David Byrne
- Pearl Jam
- Lou Reed
- The Cult